# Міхаель Єссен
Міхаель Єссен (дан. Michael Jessen, 4 квітня 1960) — данський академічний веслувальник.
Бронзовий призер Олімпійських Ігор 1984 року в складі розпашної четвірки без стернового, учасник 1980 року.